# Kistompa
Kistompa (szlovákul Tupá) község Szlovákiában, a Nyitrai kerület Lévai járásában.

## Fekvése
Ipolyságtól 7 km-re északnyugatra, a Selmec patak bal partján fekszik. Horváti tartozik hozzá.

## Élővilága
A faluban 3 gólyafészket és 1 alátétet tartanak nyilván. 2016-ban az egyikben 1, 2019-ben 2, 2022-ben 3, 2023-ban és 2024-ben 2 fiókát számoltak össze. A Horváti részen lévő fészekben 2024-ben 3 fiókát neveltek fel.

## Története
A falu területén már az újkőkorban is éltek emberek, határában több kultúra tárgyi emlékeit is megtalálták. A kőkorszakban a zselízi csoport és a vonaldíszes kerámia, a bronzkorban a hévmagyarádi kultúra népe hagyta itt nyomait. A 2. és 3. században germán, a 8.-10. században szláv település állt a területén.
A mai települést 1332-ben "Tompa" néven említik először. 1493-ban "Thompafalw" alakban szerepel a korabeli forrásokban. Története során a Majtényi, a Thuránszky, a Földváry és az Ivánka családok birtokolták. Lakói főként mezőgazdaságból és kézműiparból éltek. 1715-ben malma és 15 háza volt. 1828-ban 34 házában 205 lakos élt, akik főként mezőgazdasággal foglalkoztak.
Vályi András szerint „TOMPA. Magyar, és tót falu Hont Várm. földes Urai több Urak, lakosai többfélék, fekszik Gyerkhez nem meszsze, mellynek filiája; határjában legelője elég van, szőlőhegye jó.”
Fényes Elek szerint „Tompa, magyar falu, Honth v., Ipoly-Ságtól 1 mfd. a lévai országutban, egy szép kőhiddal a Selmecz vizén. Számlál 211 kath., 13 evang. lak. Határa 1-ső osztálybeli; van bora; buzája, erdeje, jó legelője. F. u. többen.”
A trianoni békeszerződésig Hont vármegye Ipolysági járásához tartozott. 1938 és 1944 között ismét Magyarország része volt.

## Népessége
| Év:            | 1994. | 2004.   | 2014.   | 2024.   |
| -------------- | ----- | ------- | ------- | ------- |
| Emberek száma: | 643   | 620     | 599     | 554     |
| Eltérés:       |       | -3,57 % | -3,38 % | -7,51 % |

| Év:            | 2023. | 2024.   |
| -------------- | ----- | ------- |
| Emberek száma: | 565   | 554     |
| Eltérés:       |       | -1,94 % |

1880-ban 175 lakosából 148 magyar és 6 szlovák anyanyelvű volt. Horvátiban 252 magyar és 31 szlovák anyanyelvű élt.
1890-ben 143 lakosából 127 magyar és 11 szlovák anyanyelvű volt.
1900-ban 170 lakosából 168 magyar és 2 szlovák anyanyelvű volt.
1910-ben 191 lakosából 174 magyar, 14 szlovák és 3 német anyanyelvű volt.
1921-ben 226 lakosából 170 magyar és 49 csehszlovák volt.
1930-ban 257 lakosából 173 magyar, 76 csehszlovák, 4 zsidó, 2 német és 2 állampolgárság nélküli volt. Ebből 234 római katolikus, 12 evangélikus, 9 izraelita és 2 református vallású volt. Horvátiban 335 magyar és 22 csehszlovák élt.
1941-ben 255 lakosából 210 magyar és 45 szlovák volt. Horvátiban 369 magyar és 12 szlovák élt.
1970-ben 761 lakosából 336 magyar és 424 szlovák volt.
1980-ban 674 lakosából 279 magyar és 389 szlovák volt.
1991-ben 630 lakosából 247 magyar és 379 szlovák volt. 
2001-ben 622 lakosából 404 szlovák és 214 magyar volt.
2011-ben 597 lakosából 405 szlovák és 184 magyar volt.
2021-ben 568 lakosából 143 (+15) magyar, 410 (+10) szlovák, 1 egyéb és 14 ismeretlen nemzetiségű volt.

## Neves személyek
- Itt született 1927-ben Tipary László hivatalnok, könyvelő, helytörténész.
- Horvátiban született 1887-ben Tipary Dezső magyar festő és grafikus.
- Itt ásatott Horváth István (1885-1941) magyar tanár, történész, Hont vármegye jelentős régészeti kutatója.

## Nevezetességei

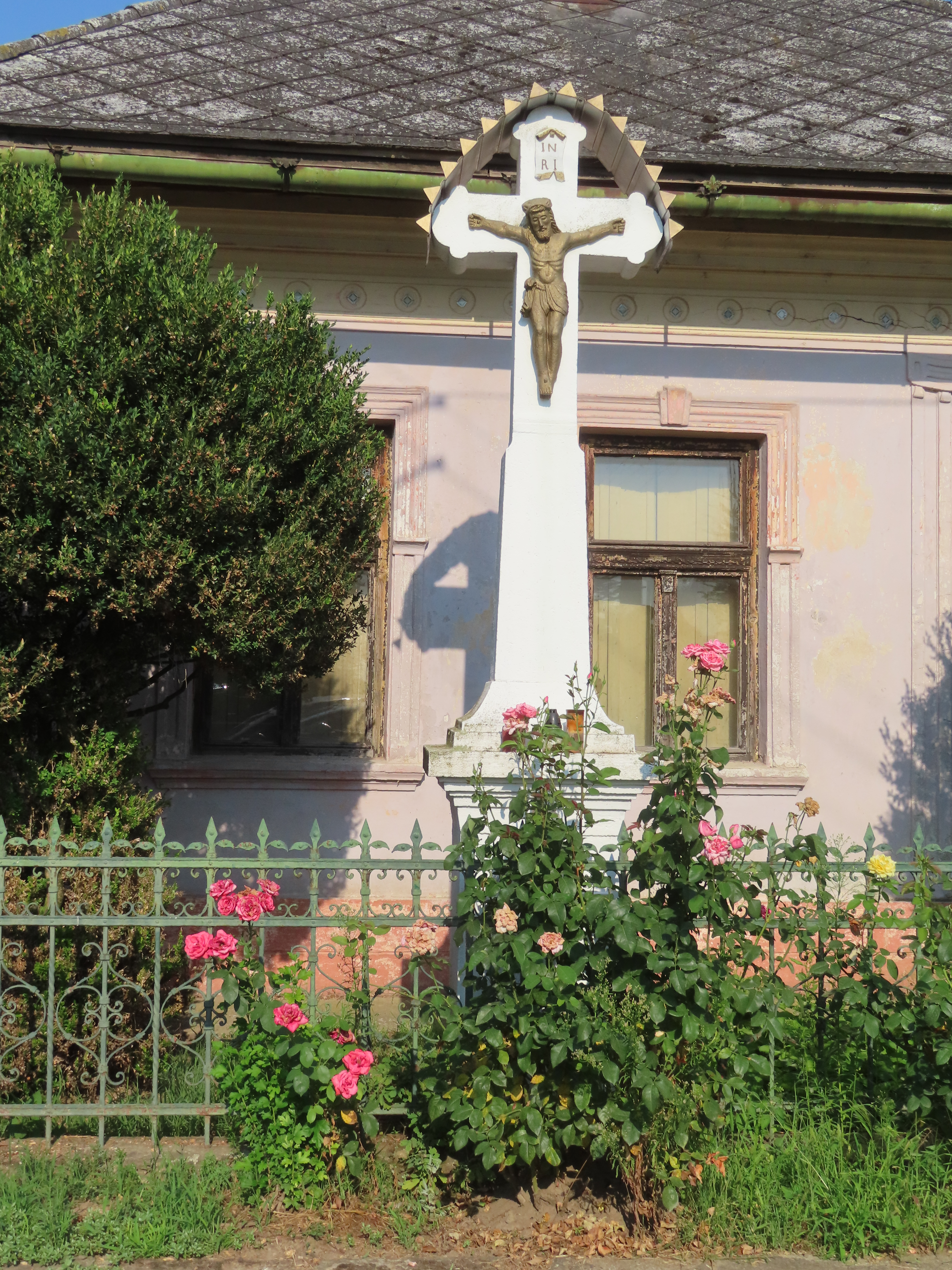

- Horváti Mindenszentek tiszteletére szentelt, római katolikus temploma a 18. században épült.
- Tompa kis Szent Ferenc temploma a 20. században épült.

## Külső hivatkozások
- Községinfó
- Kistompa Szlovákia térképén
- Alapinformációk
- E-obce.sk Archiválva 2006. november 17-i dátummal a Wayback Machine-ben
- Tipary Lászlóné  - Tipary László: Szülőföldem szép határa...Magyarok deportálása és kitelepítése...